# 八本松駅
八本松駅（はちほんまつえき）は、広島県東広島市八本松町飯田にある、西日本旅客鉄道（JR西日本）山陽本線の駅である。駅番号はJR-G08。

## 概要
山陽本線の駅の中では最も標高が高く（海抜255mで、ホームの名所案内板に記載されている）、隣の瀬野駅から当駅まで最高22.6‰の「瀬野八」と呼ばれる急勾配区間（上り）がある。瀬野駅まで10.6キロで長い。

## 歴史
- 1895年（明治28年）4月4日：山陽鉄道西条駅 - 瀬野駅間に新設開業[1]。旅客・貨物取扱開始[1]。当時は地上駅舎で、北口（磯松方面）側に駅舎・改札口があった。
- 1906年（明治39年）12月1日：山陽鉄道国有化[1]、逓信省の駅となる。
- 1909年（明治42年）10月12日：線路名称制定、山陽本線所属となる。
- 1968年（昭和43年）3月16日：駅南口（飯田・向原地区）の急激な開発に伴い、現駅舎へ改築（橋上駅舎化）[2]。旧駅舎は事務舎として使用。
- 1974年（昭和49年）12月10日：貨物取扱廃止[1]。
- 1985年（昭和60年）3月14日：荷物扱い廃止[1]。
- 1987年（昭和62年）
  - 2月1日：みどりの窓口営業開始[3]。
  - 4月1日：国鉄分割民営化に伴い、西日本旅客鉄道（JR西日本）の駅となる[1]。
- 1999年（平成11年）：南口駅前広場整備完了（北口は現在も以前のまま）。
- 2000年（平成12年）：入場印字機（自動改札機簡易版）導入。
- 2001年（平成13年）10月1日：ダイヤ改正に伴い、朝ラッシュ時に快速「山陽シティライナー」が、2本のみ新規停車。
- 2002年（平成14年）10月5日：ダイヤ改正に伴い、快速「山陽シティライナー」が全列車停車するようになる。
- 2005年（平成17年）4月1日：みどりの券売機導入。
- 2007年（平成19年）
  - 6月11日：自動改札機導入（東広島市内のJR在来線では西条駅に次いで2番目）。
  - 9月1日：ICカード「ICOCA」が利用可能となる。
- 2010年（平成22年）1月：南口歩道橋改修工事並びに駅前エレベーター新設工事完成。
- 2018年（平成30年）
  - 4月1日：業務委託駅化。
  - 7月6日：平成30年7月豪雨に伴い、営業休止。
  - 8月21日：中線に仮設ホーム新設、白市駅 - 当駅間で暫定的な部分運行実施[4][5]。
  - 9月8日：中線仮設ホーム撤去、運行再開準備。
  - 9月9日：白市駅 - 瀬野駅間運行再開[6]。
- 2023年（令和5年）11月30日：みどりの窓口営業終了[7]。

## 駅構造
相対式ホーム2面2線を有する地上駅。中間にはホームが無い中線があり、以前は西条駅通過の上り貨物列車が当駅場内信号機内方で補機を走行中に解放し、その補機が中線から広島貨物ターミナル駅へ向けて折返していた。
また、毎年1月の大学入試センター試験に伴う臨時列車（大門駅 - 西条駅間）待機にも使用されていた。
現在はレール輸送等の列車が使用している程度であるが、平成30年7月豪雨に伴い山陽本線が被災したため、当駅 - 白市駅間で暫定的に運行再開するに当たり、中線に面する仮設ホームを設置した上で折返し設備として使用されていた。
また、2番のりば南側に側線が数本敷設されていて保線車両が使用している。ホームは広島方面に向かって右にカーブしているため、乗降する際には足元に注意する必要がある。
業務委託駅（JR西日本中国交通サービス受託）。自動券売機 とみどりの券売機 が設置されている。ICOCA利用可能駅（相互利用可能ICカードはICOCAの項を参照）。

### 駅舎概要
- 簡易橋上方式（但しペデストリアンデッキや歩行者専用の自由通路がなく、駅への連絡通路は自動車通行可能の市道扱い）
- 落成：1968年（昭和43年）

元々は地平駅であったが、当駅北側の磯松地区方面にしか出入口がなかったため、駅南側の原・吉川・宗吉・向原（現：八本松南）・下西・下東地区の利用者にとっては利用しにくかった。1965年（昭和40年）頃から急激に向原地区住宅開発・造成が相次いで起こったことに伴い南側の人口も急激に増え始めたため、1968年（昭和43年）に現在の橋上駅舎が完成した。2005年（平成17年）には構内に、2010年（平成22年）には駅前にエレベーターが新設されている。

### 駅舎コンコース内
- 改札口1箇所（自動改札（ICOCA利用可能））
- 自動券売機[7]
- みどりの券売機[7]
- 待合所
- トイレ1箇所（改札外1ヶ所・改札内無し）
- コインロッカー（改札外）

### のりば
| のりば | 路線     | 方向 | 行先           |
| ------ | -------- | ---- | -------------- |
| 1      | 山陽本線 | 上り | 西条・三原方面 |
| 2      | 山陽本線 | 下り | 広島・岩国方面 |

付記事項
- 上下ホーム間にホームが無い中線がある。そのため列車運転指令上、2番のりばは3番線とされている。
- ホームに列車案内表示機はないが接近を知らせる機器は設置されており、入線1分前になると『列車がまいります』という表示が点滅する（『列車が』→ ←『まいります』と交互に点滅する。なお、この機器は広島駅と海田市駅に設置されている機器と同一のものである）。
- 以前は列車接近時にメロディが鳴るのみであったが、2012年3月頃にJR西日本新標準接近放送に更新された。接近メロディは以下の通り。
  - 1番のりば：広島駅4・9番乗り場メロディ
  - 2番のりば：同駅2・7番乗り場メロディ

- 2025年2月頃に接近放送（カンノ製標準接近放送＋米子支社メロディ）に更新された。

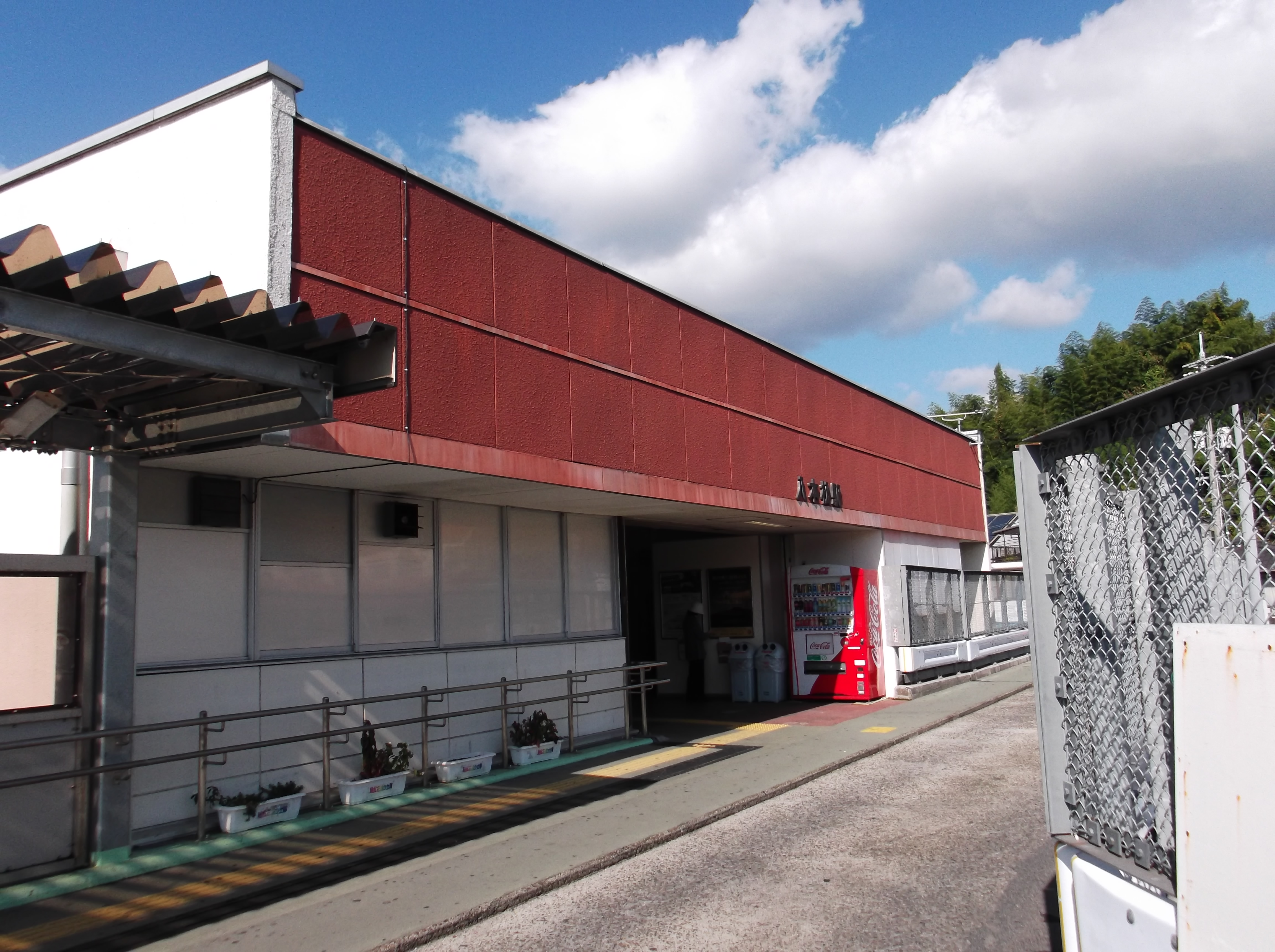
駅入り口（2013年10月）
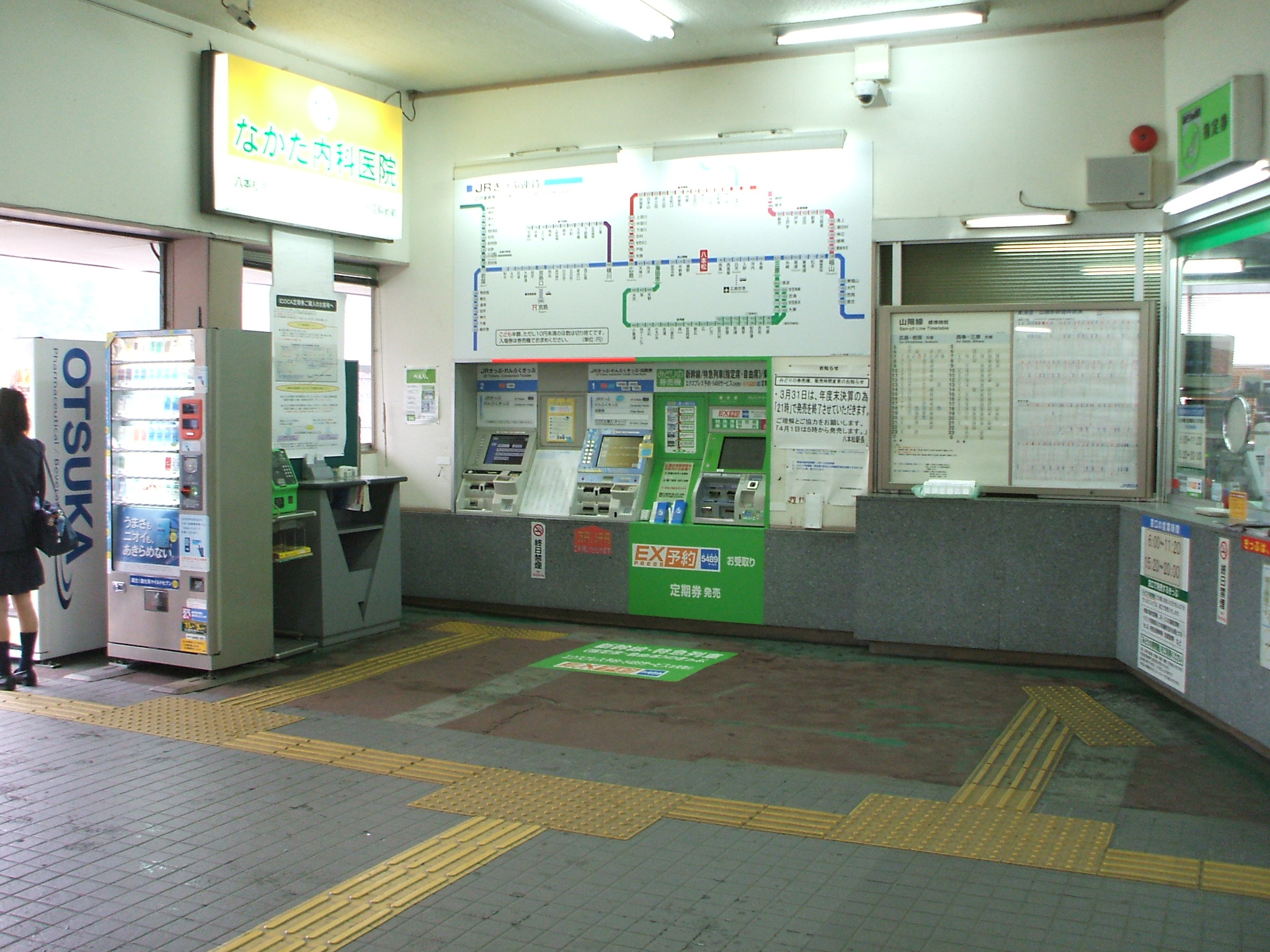
駅舎内（2008年3月）
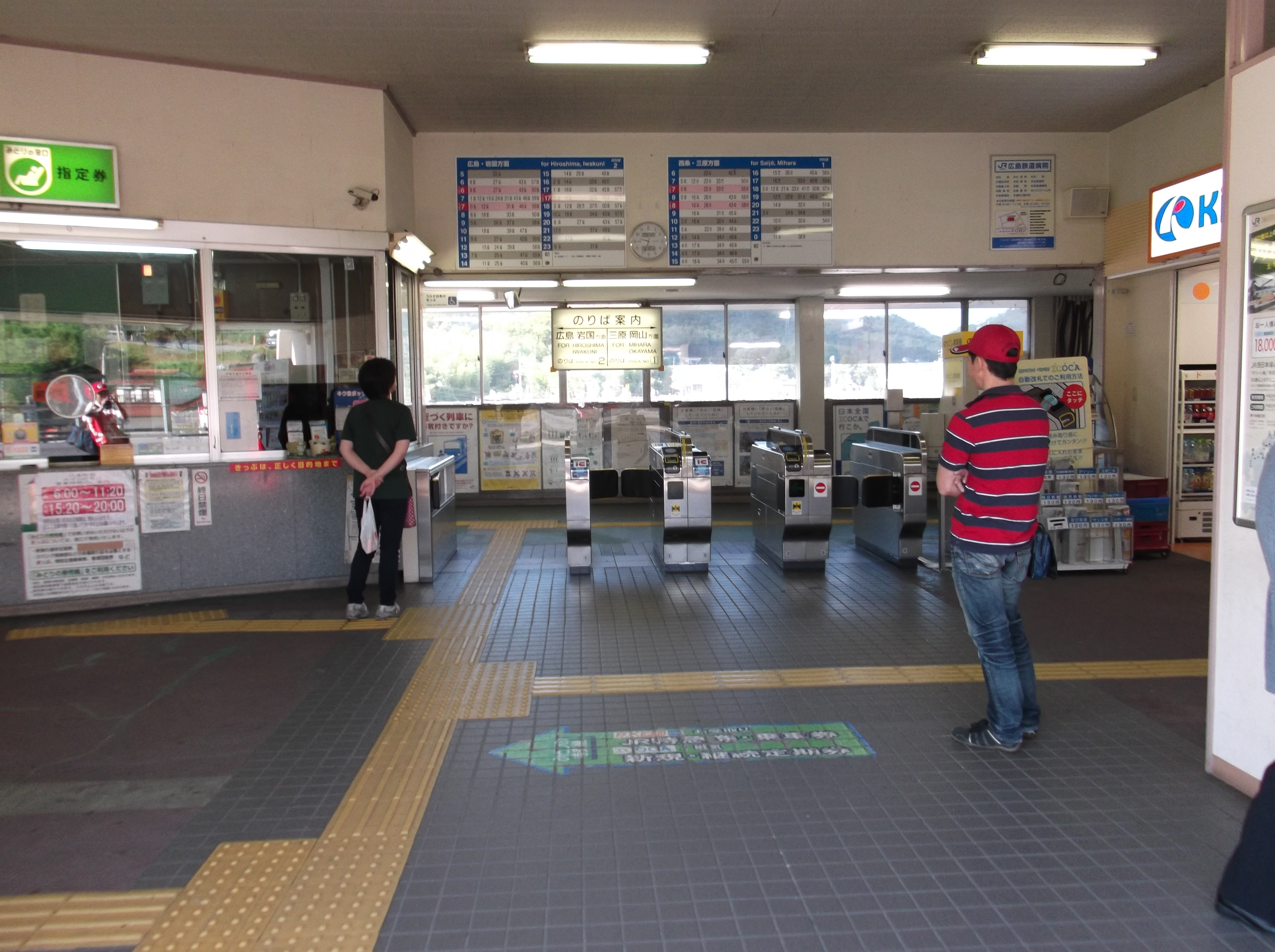
改札口（2013年10月）
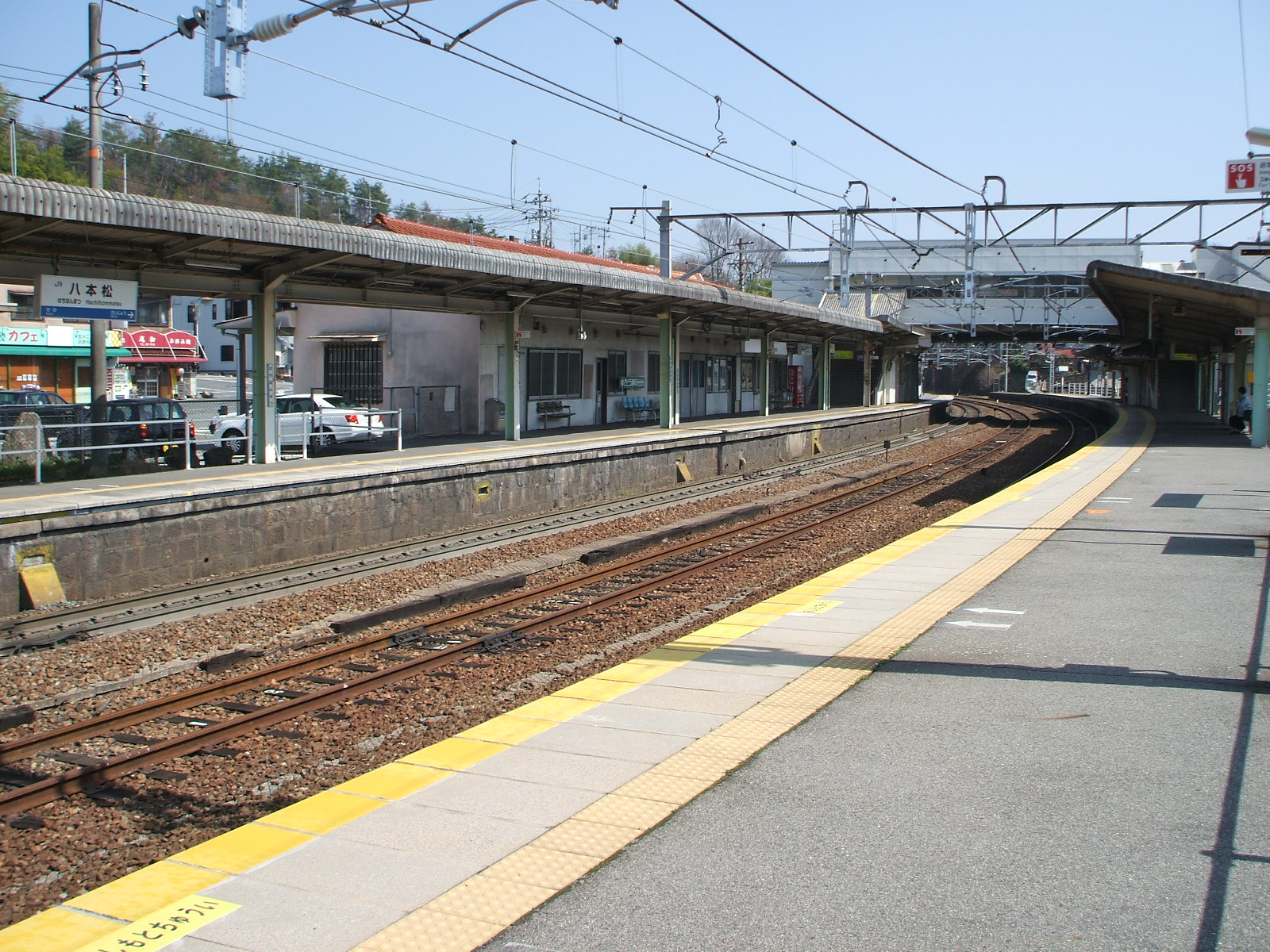
広島側から見たホーム（2007年3月）
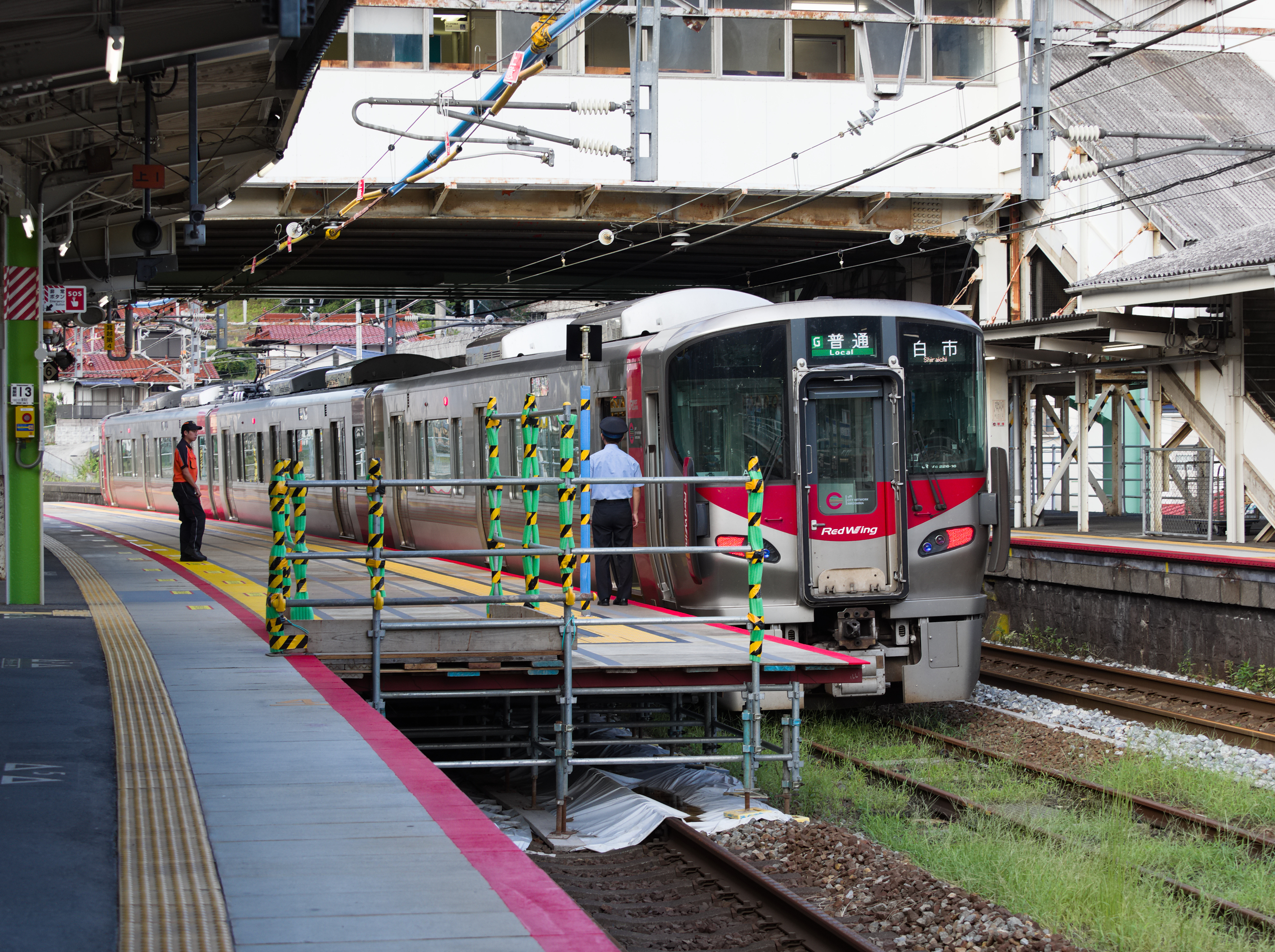
仮設ホームに停車中の227系電車（2018年9月）

## 利用状況
「統計でみる東広島」によると、近年の1日平均乗車人員の推移は以下の通り。
| 年度                | 1日平均 乗車人員 |
| ------------------- | ---------------- |
| 1987年（昭和62年）  | 5,499            |
| 1988年（昭和63年）  | 5,896            |
| 1989年（平成 元年） | 5,811            |
| 1990年（平成02年）  | 6,045            |
| 1991年（平成03年）  | 6,140            |
| 1992年（平成04年）  | 6,141            |
| 1993年（平成05年）  | 6,106            |
| 1994年（平成06年）  | 5,990            |
| 1995年（平成07年）  | 5,689            |
| 1996年（平成08年）  | 5,642            |
| 1997年（平成09年）  | 5,559            |
| 1998年（平成10年）  | 5,280            |
| 1999年（平成11年）  | 5,174            |
| 2000年（平成12年）  | 4,990            |
| 2001年（平成13年）  | 4,808            |
| 2002年（平成14年）  | 4,758            |
| 2003年（平成15年）  | 4,903            |
| 2004年（平成16年）  | 4,941            |
| 2005年（平成17年）  | 4,935            |
| 2006年（平成18年）  | 4,932            |
| 2007年（平成19年）  | 5,165            |
| 2008年（平成20年）  | 5,101            |
| 2009年（平成21年）  | 5,010            |
| 2010年（平成22年）  | 5,011            |
| 2011年（平成23年）  | 4,880            |
| 2012年（平成24年）  | 4,714            |
| 2013年（平成25年）  | 4,643            |
| 2014年（平成26年）  | 4,529            |
| 2015年（平成27年）  | 4,599            |
| 2016年（平成28年）  | 4,451            |
| 2017年（平成29年）  | 4,076            |
| 2018年（平成30年）  | 3,787            |
| 2019年（令和 元年） | 3,883            |
| 2020年（令和02年）  | 3,117            |
| 2021年（令和03年）  | 2,997            |
| 2022年（令和04年）  | 3,203            |

## 駅周辺
西条盆地と呼ばれる盆地の北西にあり周囲を山に囲まれている。曽場ヶ城を始めとして山城の跡地も多い。駅付近は広島市へ流れる瀬野川水系最上流部となるが、東側すぐの上組地区付近の分水嶺を境に東は呉市へと流れる黒瀬川水系に変わる。盆地内に大河川は無いが溜池を利用した稲作が発達し農地としては水田が多い。山際の扇状地も開墾され、棚田も多く見られる。戦前は主な集落は線路北側にしか無く駅北側や駅北東側の上組地区であり、駅の南側は家が殆ど無く一面水田であった。駅北西側には日本軍の川上弾薬庫があり、戦後は在日アメリカ軍が管理している。
1960年代より駅北東側の山地を切り開いて工業団地が造成され（現在の八本松飯田二丁目付近）、また、広島市や三原市のベッドタウンとして一部の水田は埋め立てられて住宅地に転用された。駅南側を中心に開発が進んだことから1968年より線路真上の跨線橋上に新駅舎を新設し（橋上駅舎）南側へのアクセス改善を図り、北側の駅舎は閉鎖された。駅北側の集落は県道46号に沿って並んでいる。県道46号の駅付近の区間は江戸時代の旧山陽道であった。現在も駅付近に一里塚跡等が残る。以後の主要道は駅南側に整備される場合が多く、国道486号、国道2号、国道2号西条バイパス等が駅付近を通過する。山陽自動車道だけは北側山地を通過する。現在の最寄りのインターチェンジは志和インターチェンジであり八本松地区には無いが、地区内の工業団地付近に八本松スマートインターチェンジ（仮称）が建設中である。
平成30年7月豪雨では曽場ヶ城山を中心とした駅南側の山地の複数の沢で土石流が発生し、駅付近まで土砂が達した。これを受けて見直されたハザードマップでは八本松駅周辺及び駅南西側の新興住宅地の広範囲が土砂災害警戒区域等における土砂災害防止対策の推進に関する法律（土砂災害防止法）第6条に基づく土砂災害警戒区域に指定されており、西条バイパスや県道83号より南側を中心に更に厳しい特別警戒区域（同法第8条）に指定されている場所もある。曽場ヶ城山周辺は度々土石流が発生したと見られており、大正時代に建てられた八本松八十八石仏は一部が土石流で流出した記録があると言う。
- 瀬野川
- 東広島市 八本松出張所（市役所の出張所）

- 八本松駅前郵便局

郵便局は駅北側にあり、南側に銀行、信用金庫、農業協同組合の店舗がある。
- 東広島市立八本松中学校
- 東広島市立八本松小学校
- 東広島市立川上小学校
- 在日米軍 川上弾薬庫
- 国道2号

現道の他に西条バイパス西端が駅南側にある。また、西条バイパス西側安芸バイパスが接続されている。
- 国道486号

駅付近は西条バイパス開通に伴い格下げされた以前の国道2号である。
- 広島県道67号馬木八本松線
- 広島県道46号東広島白木線
- 広島県道350号造賀八本松線
- 広島県道83号志和インター線

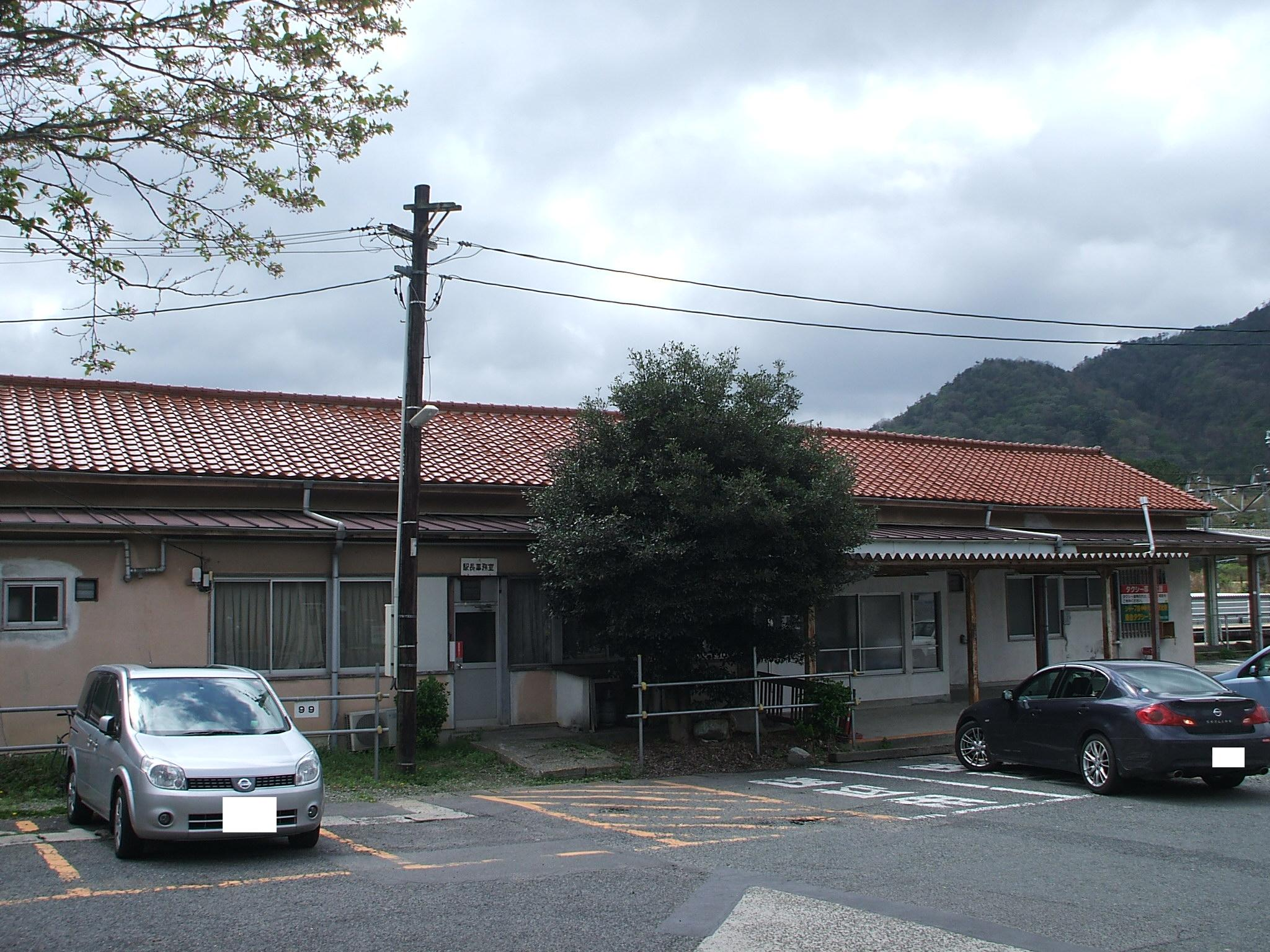
北口には旧駅舎があり、手前に駐車場等がある（2008年4月）
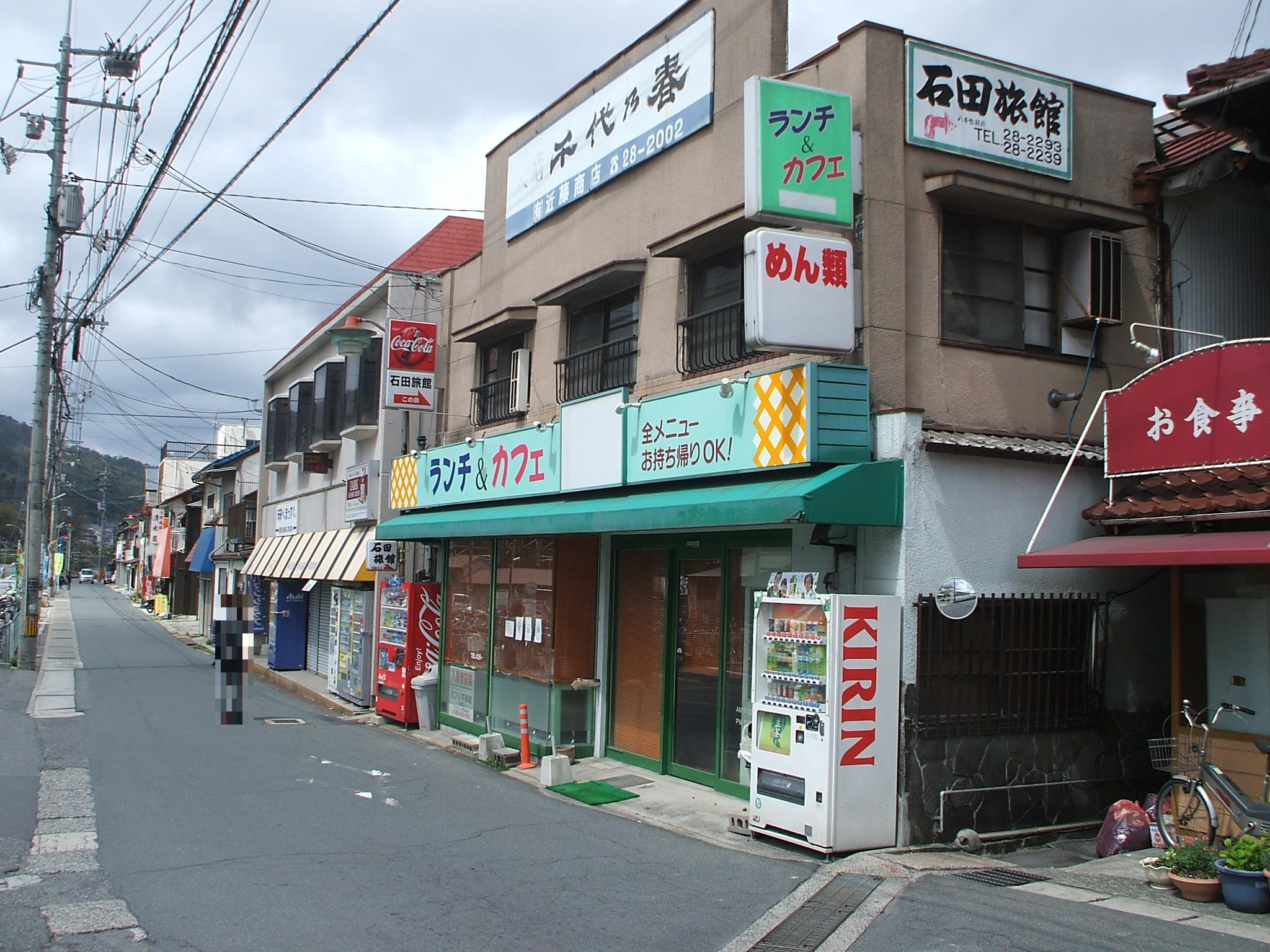
北口は商店街がある
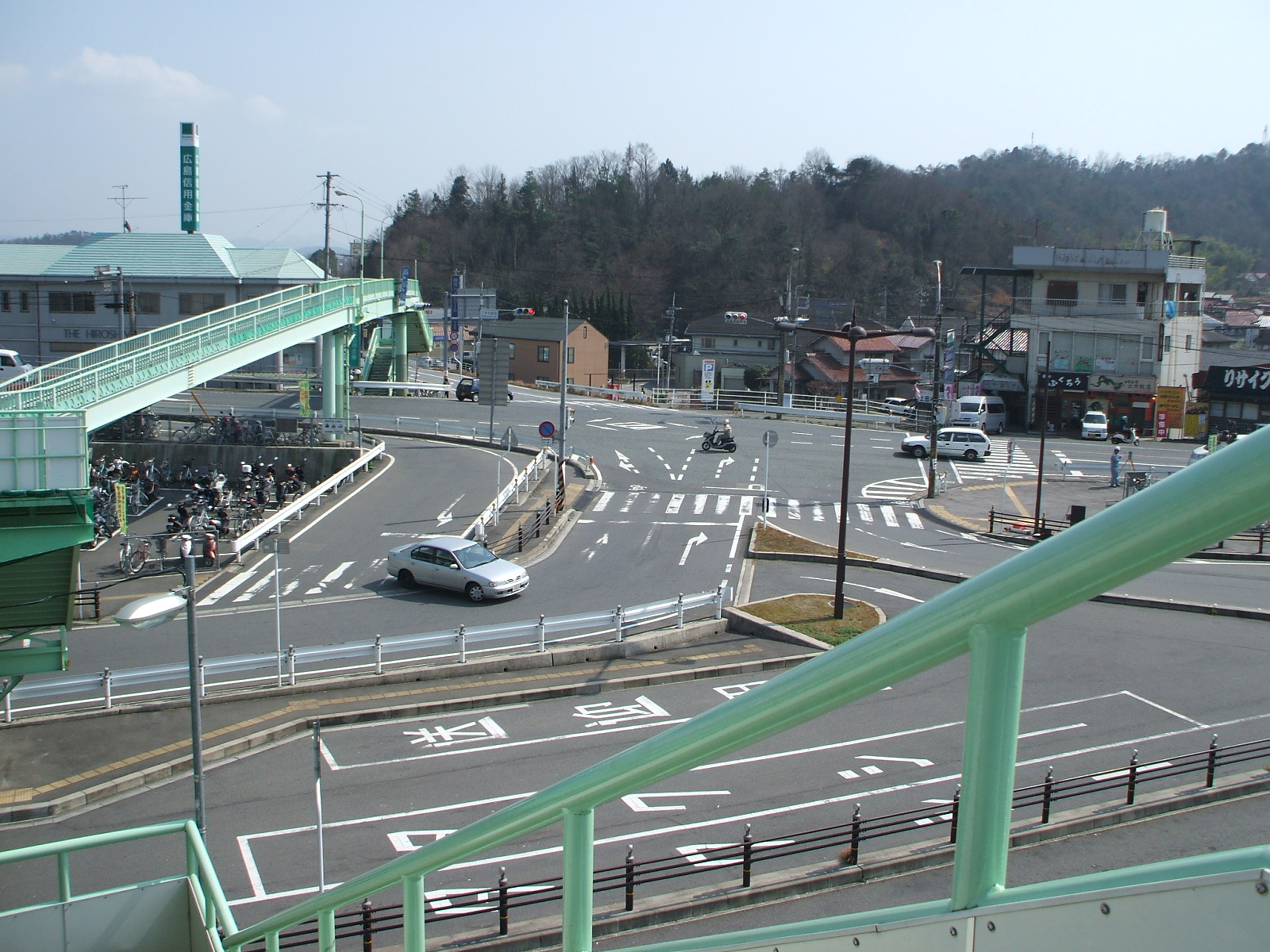
南口は国道486号に面している（2008年4月）
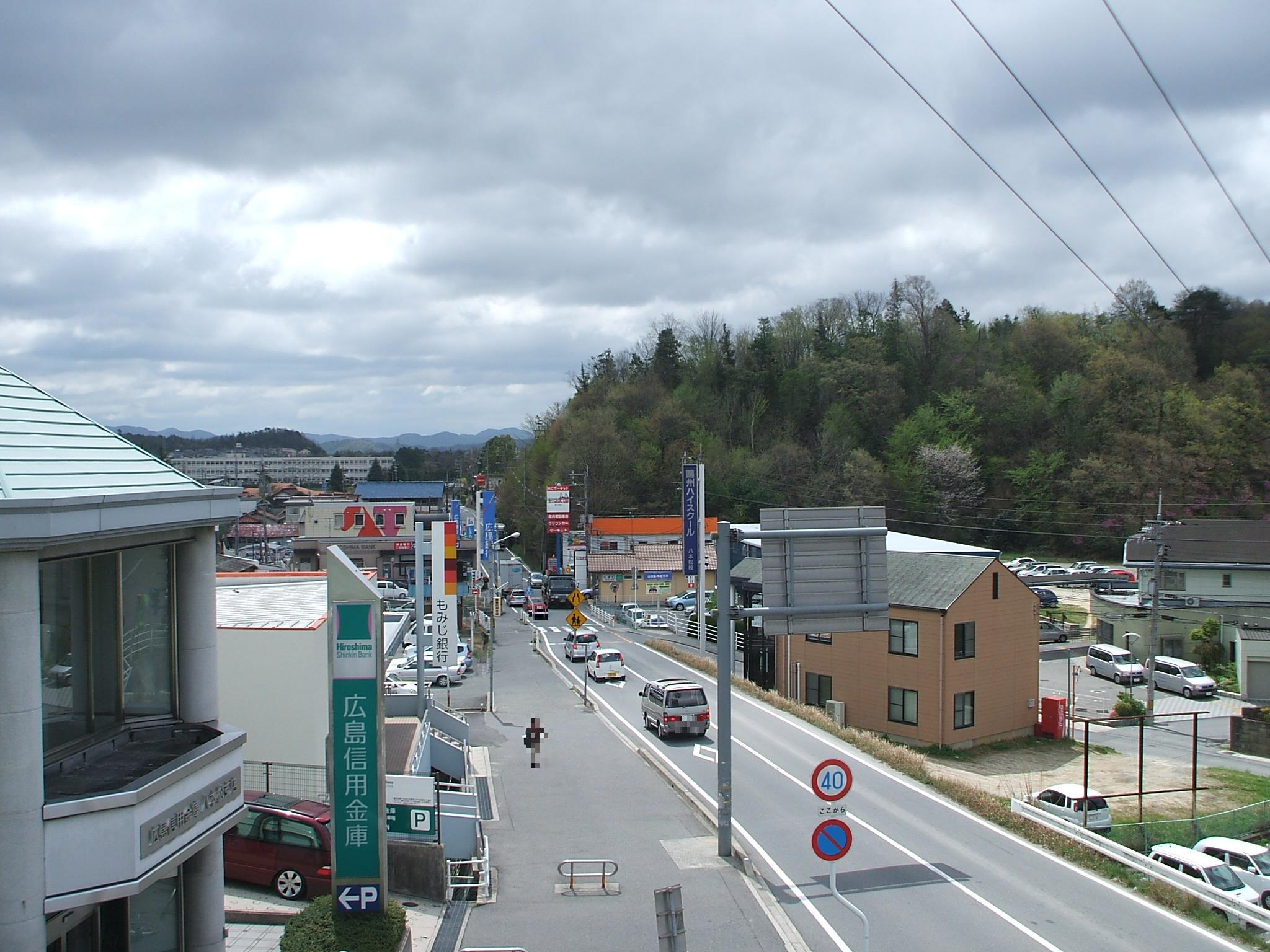
南口県道沿いは銀行通りとなっている。
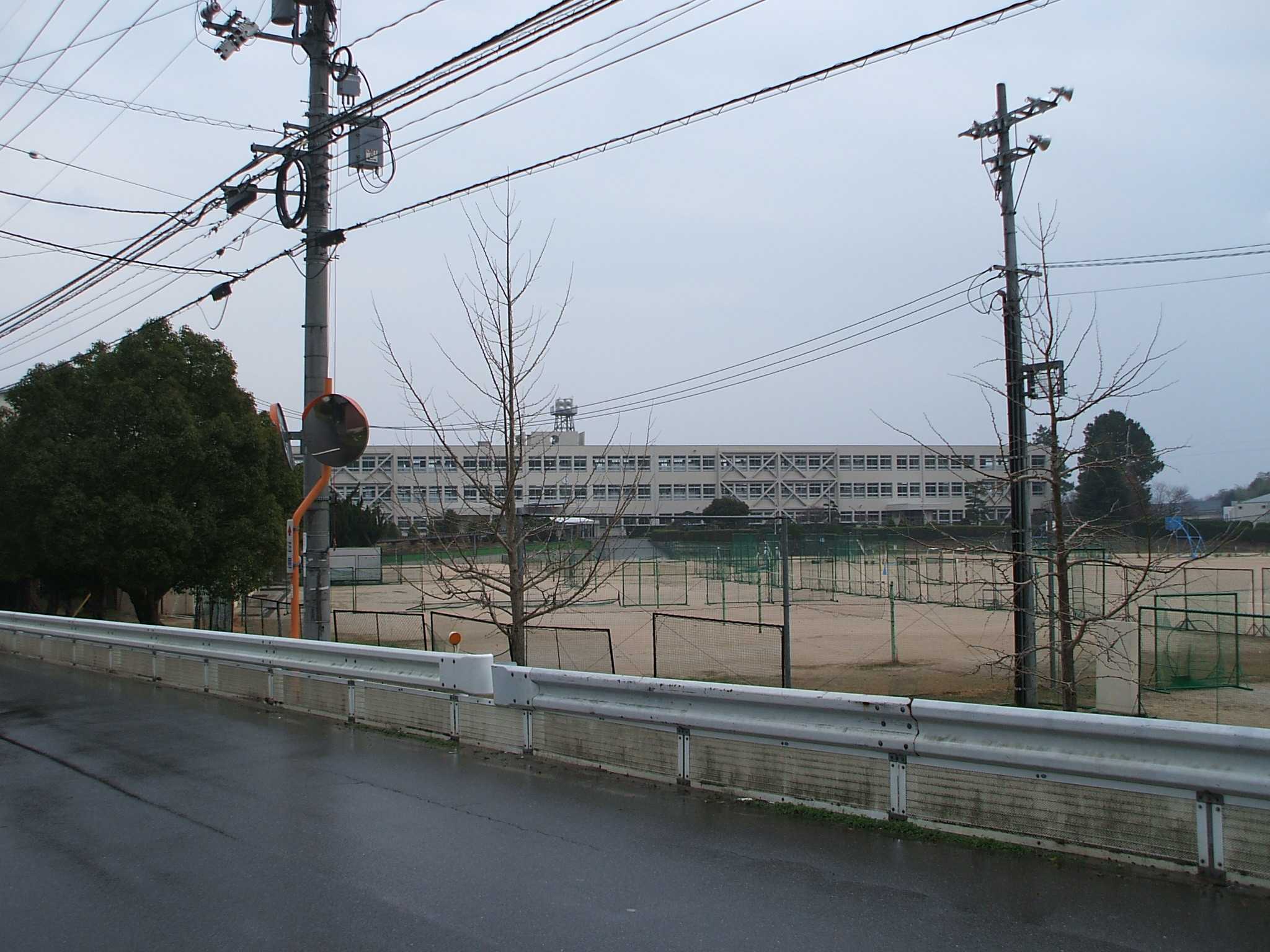
八本松中学校（2008年3月）
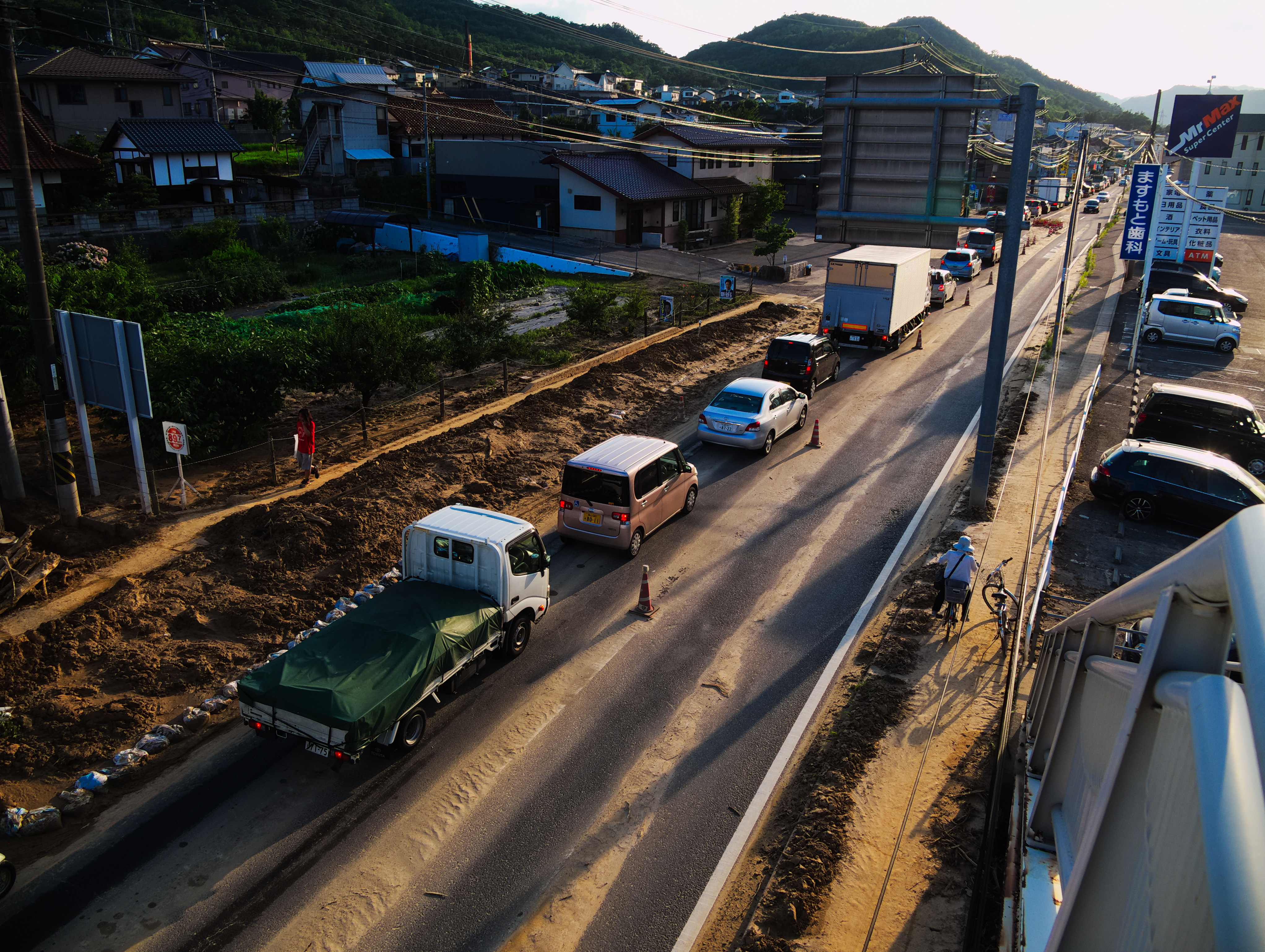
駅南口付近に流出した土砂（2018年7月）
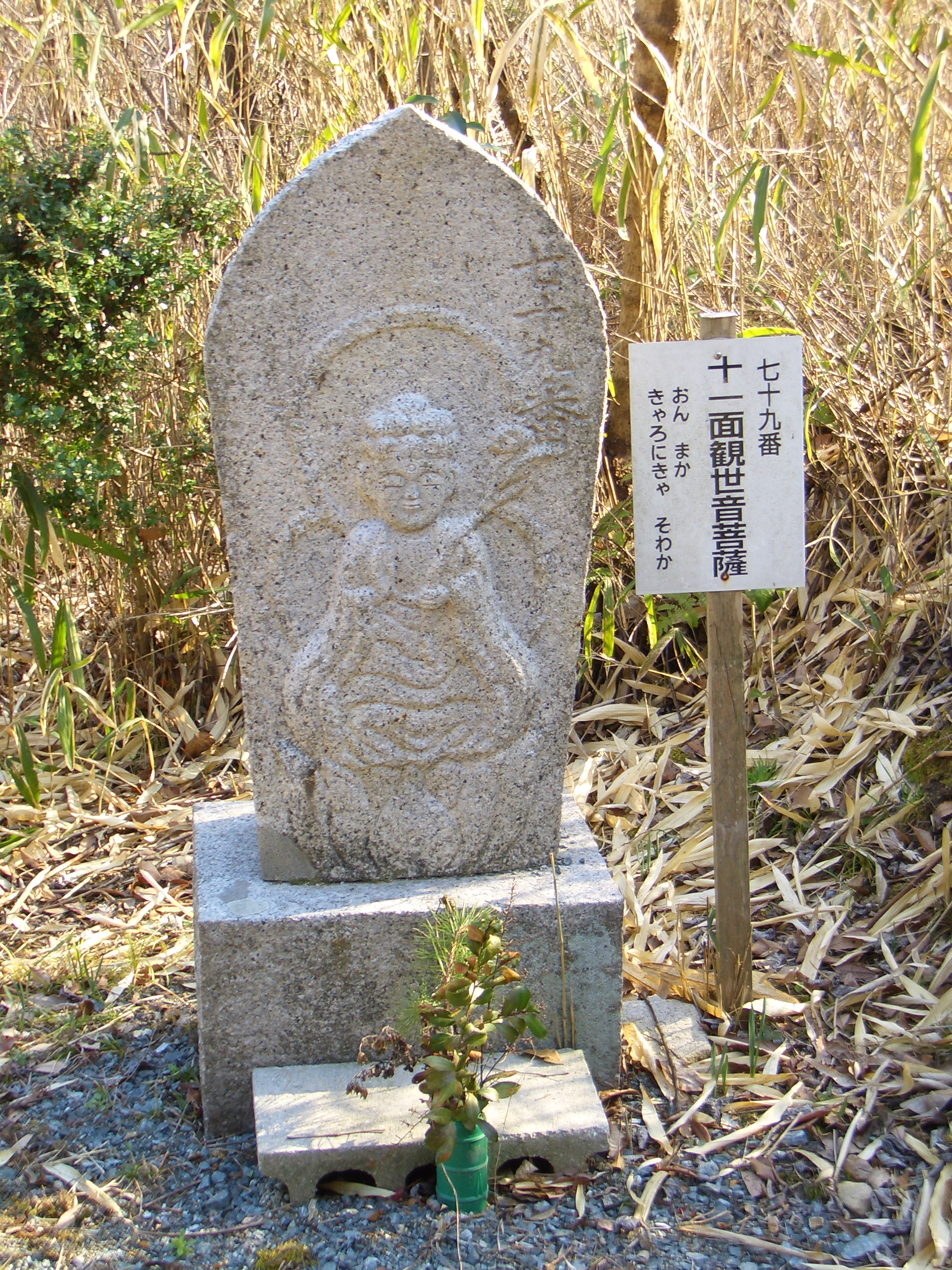
八本松八十八石仏79番

## バス路線
「八本松駅」停留所から下記の各路線が発着する。当駅始発となる篠・シャープ方面のみ北口バス乗場から、その他は南口バス乗場から出発する。
- 芸陽バス
  - 瀬野駅・広島バスセンター方面行
  - 西条駅行
  - 志和方面行（循環便）
  - 広島大学方面行（日・祝日は全便運休）
  - 正力 - 篠経由小竹・上竹仁行
  - シャープ・篠行（循環便）
  - 吉川工業団地行
- JRバス中国
  - 広島大学方面行（日・祝日は全便運休）

## 付記
- 当駅 - 瀬野駅間上り線では、架線がツインシンプルカテナリー式となっている。

## 隣の駅
西日本旅客鉄道（JR西日本）
 山陽本線
■快速「シティライナー」（土休日下りのみ運転）・■快速「通勤ライナー」（平日朝下りのみ運転）
西条駅 (JR-G10) → 八本松駅 (JR-G08) → 海田市駅 (JR-G04)
■普通
寺家駅 (JR-G09) - 八本松駅 (JR-G08) - 瀬野駅 (JR-G07)
1939年まで、当駅 - 瀬野駅間に上瀬野信号所が存在していた。